# Puchar Francji w koszykówce kobiet
Puchar Francji w koszykówce kobiet – cykliczne krajowe rozgrywki koszykarskie kobiet we Francji, prowadzone systemem pucharowym, organizowane corocznie (co sezon) przez Francuską Federację Koszykówki.

## Finaliści
| Sezon                               | Zdobywca pucharu                               | 2. miejsce                                     | Prz.                                           |
| Puchar Francji                      | Puchar Francji                                 | Puchar Francji                                 | Puchar Francji                                 |
| ----------------------------------- | ---------------------------------------------- | ---------------------------------------------- | ---------------------------------------------- |
| 1956-1957                           | AS Montferrand                                 | Amicale Bucaille                               |                                                |
| 1957-1958                           | AS Montferrand                                 | Olympique Marsylia                             |                                                |
| 1959-1960                           | FC Lyon                                        | Paryż UC                                       |                                                |
| Puchar wiosenny                     |                                                |                                                |                                                |
| 1981-1982                           | Stade français                                 | Asnières Sports                                |                                                |
| 1982-1983                           | Stade français                                 | AS Montferrand                                 |                                                |
| 1983-1984                           | RCF Paryż                                      | Stade français                                 |                                                |
| 1984-1985                           | Stade français                                 | Versailles BC                                  |                                                |
| Puchar Petera                       |                                                |                                                |                                                |
| 1985-1986                           | Cavigal Nice                                   | BAC Mirande                                    |                                                |
| 1986-1987                           | AS Montferrand                                 | Challes Sports Basket                          |                                                |
| 1987-1988                           | Challes Sports Basket                          | AS Roquebrune CM                               |                                                |
| 1988-1989                           | Stade clermontois                              | AS Montferrand                                 | [ 1 ]                                          |
| Puchar Francji                      |                                                |                                                |                                                |
| 1988-1989                           | CCA Sélestat                                   | RC de France                                   |                                                |
| 1989-1990                           | Bourges                                        | AL Nuits Saint-Georges                         |                                                |
| 1990-1991                           | Bourges                                        | Tarbes GB                                      |                                                |
| 1991-1992                           | ASPTT Tuluza                                   | AS Montferrand                                 |                                                |
| 1992-1993                           | Jallais Anjou Basket                           | ABC Limoges                                    |                                                |
| 1993-1994                           | Tuluza Launaguet                               | USO Mondeville                                 |                                                |
| 1994-1995                           | USO Mondeville                                 | La Berrichonne de Châteauroux                  |                                                |
| Puchar Francji (Trofeum Joë Jaunay) |                                                |                                                |                                                |
| 1995-1996                           | Tarbes GB                                      | ASPTT Aix-en-Provence                          |                                                |
| 1996-1997                           | Tarbes GB                                      | SC Bordeaux                                    |                                                |
| 1997-1998                           | Tarbes GB                                      | SC Bordeaux                                    |                                                |
| 1998-1999                           | USO Mondeville                                 | Tuluza Launaguet                               |                                                |
| 1999-2000                           | Aix-en-Provence                                | Valenciennes                                   |                                                |
| 2000-2001                           | Valenciennes                                   | Aix-en-Provence                                |                                                |
| 2001-2002                           | Valenciennes                                   | Bourges                                        |                                                |
| 2002-2003                           | Valenciennes                                   | Villeneuve d'Ascq                              |                                                |
| 2003-2004                           | Valenciennes                                   | USO Mondeville                                 |                                                |
| 2004-2005                           | Bourges                                        | Valenciennes                                   |                                                |
| 2005-2006                           | Bourges                                        | Valenciennes                                   |                                                |
| 2006-2007                           | Valenciennes                                   | Bourges                                        |                                                |
| 2007-2008                           | Bourges                                        | Villeneuve d'Ascq                              |                                                |
| 2008-2009                           | Bourges                                        | Tarbes GB                                      |                                                |
| 2009-2010                           | Bourges                                        | Tarbes GB                                      |                                                |
| 2010-2011                           | Lattes-Montpellier                             | USO Mondeville                                 |                                                |
| 2011-2012                           | Arras                                          | Bourges                                        |                                                |
| 2012-2013                           | Lattes-Montpellier                             | Nantes-Rezé                                    |                                                |
| 2013-2014                           | Bourges                                        | Villeneuve d'Ascq                              |                                                |
| 2014-2015                           | Lattes-Montpellier                             | Bourges                                        |                                                |
| 2015-2016                           | Lattes-Montpellier                             | Bourges                                        |                                                |
| 2016-2017                           | Bourges                                        | Flammes Carolo                                 |                                                |
| 2017-2018                           | Bourges                                        | Flammes Carolo                                 |                                                |
| 2018-2019                           | Bourges                                        | Flammes Carolo                                 |                                                |
| 2019-2020                           | Rozgrywki anulowano z powodu pandemii COVID-19 | Rozgrywki anulowano z powodu pandemii COVID-19 | Rozgrywki anulowano z powodu pandemii COVID-19 |
| 2020-2021                           | Lattes-Montpellier                             | Flammes Carolo                                 | [ 4 ]                                          |
| 2021-2022                           | Basket Landes                                  | Bourges                                        | [ 5 ]                                          |

## Zdobyte puchary według klubu
| Zespół                    | Puchary | Zwycięskie lata                                                  |
| ------------------------- | ------- | ---------------------------------------------------------------- |
| Basket Bourges            | 11      | 1990, 1991, 2005, 2006, 2008, 2009, 2010, 2014, 2017, 2018, 2019 |
| Basket Valenciennes       | 5       | 2001, 2002, 2003, 2004, 2007                                     |
| Basket Lattes             | 5       | 2011, 2013, 2015, 2016, 2021                                     |
| AS Montferrand            | 3       | 1957, 1958, 1987                                                 |
| Stade français            | 3       | 1982, 1983, 1985                                                 |
| Basket Tarbes             | 3       | 1996, 1997, 1998                                                 |
| Basket Tuluza Launaguet   | 2       | 1992, 1994                                                       |
| Basket Mondeville         | 2       | 1995, 1999                                                       |
| FC Lyon                   | 1       | 1960                                                             |
| Basket Racing Club France | 1       | 1984                                                             |
| Basket Cavigal Nizza      | 1       | 1986                                                             |
| Basket Challes-les-Eaux   | 1       | 1988                                                             |
| Basket Stade Clermontois  | 1       | 1989                                                             |
| CCA Sélestat              | 1       | 1989                                                             |
| Jallais Anjou Basket      | 1       | 1993                                                             |
| Basket Pays d'Aix         | 1       | 2000                                                             |
| Basket Arras              | 1       | 2012                                                             |
| Basket Landes             | 1       | 2022                                                             |